# Finnische Leichtathletik-Meisterschaften 2012
Die Finnischen Leichtathletik-Meisterschaften 2012 (finnisch Kalevan kisat 2012) fanden vom 23. bis 26. August 2012 in Lahti statt.

## Ergebnisse

### Herren
| Disziplin        | Gold                   | Gold         | Silber                      | Silber       | Bronze              | Bronze       |
| ---------------- | ---------------------- | ------------ | --------------------------- | ------------ | ------------------- | ------------ |
| 100 m            | Visa Hongisto          | 10,54 s      | Eero Haapala                | 10,56 s      | Jonathan Åstrand    | 10,66 s      |
| 200 m            | Jonathan Åstrand       | 20,72 s      | Visa Hongisto               | 21,11 s      | Ville Myllymäki     | 21,53 s      |
| 400 m            | Christoffer Envall     | 48,13 s      | Antti Kokkonen              | 48,32 s      | Jani Koskela        | 48,37 s      |
| 800 m            | Niclas Sandells        | 1:52,72 min  | Mikko Lahtio                | 1:53,05 min  | Jonas Hamm          | 1:54,10 min  |
| 1500 m           | Niclas Sandells        | 3:44,17 min  | Mikael Bergdahl             | 3:45,56 min  | Jonas Hamm          | 3:45,58 min  |
| 5000 m           | Lewis Korir            | 13:55,80 min | Jarkko Järvenpää            | 14:06,92 min | Willy Rotich        | 14:07,17 min |
| 10.000 m         | Lewis Korir            | 28:59,75 min | Willy Rotich                | 30:07,18 min | Henri Manninen      | 30:18,65 min |
| 110 m Hürden     | Jussi Kanervo          | 13,94 s      | Antti Korkealaakso          | 14,29 s      | Arttu Hirvonen      | 14,37 s      |
| 400 m Hürden     | Oskari Mörö            | 51,72 s      | Petteri Monni               | 52,01 s      | Gustav Klingestedt  | 52,28 s      |
| 3000 m Hindernis | Joonas Harjamäki       | 8:58,94 min  | Rami Tuokko                 | 9:10,28 min  | Aki Nurmela         | 9:18,13 min  |
| 20 km Gehen      | Jarkko Kinnunen        | 1:26:17 h    | Antti Kempas                | 1:27:44 h    | Veli-Matti Partanen | 1:29:52 h    |
| Hochsprung       | Osku Torro             | 2,16 m       | Jussi Viita                 | 2,12 m       | Richard Östman      | 2,06 m       |
| Stabhochsprung   | Eemeli Salomäki        | 5,50 m       | Jarno Kivioja Olli Rannikko | 5,25 m       |                     |              |
| Weitsprung       | Roni Ollikainen        | 7,91 m       | Eero Haapala                | 7,87 m       | Tommi Evilä         | 7,71 m       |
| Dreisprung       | Aleksi Tammentie       | 16,36 m      | Kristian Pulli              | 15,59 m      | Daniel Sjölind      | 15,18 m      |
| Kugelstoßen      | Tomas Söderlund        | 18,46 m      | Robert Häggblom             | 18,37 m      | Henri Pakisjärvi    | 18,18 m      |
| Diskuswerfen     | Mikko Kyyrö            | 60,45 m      | Jouni Waldén                | 55,96 m      | Jouni Helppikangas  | 55,57 m      |
| Hammerwerfen     | Olli-Pekka Karjalainen | 73,21 m      | Tuomas Seppänen             | 70,78 m      | Juha Kauppinen      | 69,34 m      |
| Speerwerfen      | Antti Ruuskanen        | 87,79 m      | Ari Mannio                  | 84,62 m      | Tero Pitkämäki      | 83,48 m      |
| Zehnkampf        | Sami Itani             | 7636         | Lassi Raunio                | 7440         | Thomas Barrineau    | 7236         |

### Damen
| Disziplin        | Gold                  | Gold         | Silber            | Silber       | Bronze             | Bronze       |
| ---------------- | --------------------- | ------------ | ----------------- | ------------ | ------------------ | ------------ |
| 100 m            | Hanna-Maari Latvala   | 11,74 s      | Maria Räsänen     | 11,86 s      | TiinA Leppäkoski   | 12,06 s      |
| 200 m            | Hanna-Maari Latvala   | 23,38 s      | Ella Räsänen      | 23,79 s      | Maria Räsänen      | 24,10 s      |
| 400 m            | Ella Räsänen          | 53,69 s      | Sanna Aaltonen    | 55,27 s      | Anniina Laitinen   | 55,45 s      |
| 800 m            | Karin Storbacka       | 2:06,09 min  | Johanna Matintalo | 2:07,43 min  | Heidi Marttinen    | 2:07,90 min  |
| 1500 m           | Johanna Lehtinen      | 4:18,31 min  | Suvi Selvenius    | 4:25,85 min  | Kaisa Tyni         | 4:27,71 min  |
| 5000 m           | Sandra Eriksson       | 16:16,04 min | Oona Kettunen     | 16:19,23 min | Laura Markovaara   | 16:21,41 min |
| 10.000 m         | Johanna Lehtinen      | 33:25,70 min | Laura Markovaara  | 33:32,96 min | Katarina Skräddar  | 35:21,35 min |
| 100 m Hürden     | Nooralotta Neziri     | 13,22 s      | Elisa Leinonen    | 13,38 s      | Matilda Bogdanoff  | 13,48 s      |
| 400 m Hürden     | Anniina Laitinen      | 58,30 s      | Venla Paunonen    | 58,36 s      | Iona Punkkinen     | 58,41 s      |
| 3000 m Hindernis | Sandra Eriksson       | 9:57,72 min  | Oona Kettunen     | 9:59,38 min  | Mira Tuominen      | 10:24,47 min |
| 10 km Gehen      | Karoliina Kaasalainen | 46:58 min    | Anne Halkivaha    | 48:10 min    | Henrika Parviainen | 51:47 min    |
| Hochsprung       | Eleriin Haas          | 1,88 m       | Elina Smolander   | 1,86 m       | Laura Rautanen     | 1,79 m       |
| Stabhochsprung   | Minna Nikkanen        | 4,30 m       | Enna Hassinen     | 3,85 m       | Jatta Salmela      | 3,85 m       |
| Weitsprung       | Jaana Sieviläinen     | 6,23 m       | Matilda Bogdanoff | 6,04 m       | Elina Torro        | 6,03 m       |
| Dreisprung       | Elina Torro           | 13,48 m      | Kristiina Mäkelä  | 13,48 m      | Sanna Nygård       | 13,44 m      |
| Kugelstoßen      | Suvi Helin            | 15,01 m      | Niina Kelo        | 14,94 m      | Katri Hirvonen     | 14,84 m      |
| Diskuswerfen     | Tanja Komulainen      | 55,09 m      | Sanna Kämäräinen  | 54,44 m      | Katri Hirvonen     | 52,67 m      |
| Hammerwerfen     | Merja Korpela         | 67,43 m      | Johanna Salmela   | 64,10 m      | Sini Latvala       | 63,41 m      |
| Speerwerfen      | Oona Sormunen         | 59,14 m      | Piia Pyykkinen    | 52,84 m      | Sanni Utriainen    | 52,78 m      |
| Siebenkampf      | Niina Kelo            | 5649         | Miia Kurppa       | 5459         | Tiina Säily        | 5315         |